# IC 2607
IC 2607 — галактика типу SBab () у сузір'ї Малий Лев.
Цей об'єкт міститься в оригінальній редакції індексного каталогу.